# Onias IV
Pour les articles homonymes, voir Onias.
Onias IV (hébreu : חוֹנִיּוֹ Ḥōniyyō) est le fils d'Onias III et l'héritier de la lignée zadokite des grands-prêtres d'Israël. Il construit un nouveau temple juif à Léontopolis, en Égypte ptolémaïque, où il règne en tant que grand-prêtre rival de la hiérarchie de Jérusalem. S'il ne parvient jamais à s'imposer en Judée, il conserve une certaine influence en Égypte ; le territoire le plus peuplé par les Juifs fut appelé le Pays d'Onias en référence à son influence.

## Biographie
Le père d'Onias, Onias III, a été grand-prêtre de 187 à 175 avant notre ère. Le grand-prêtre est également un poste gouvernemental, bien que les rois n'interviennent généralement pas après sa nomination. Cependant, en -175, Onias III est démis de ses fonctions de grand-prêtre et son frère Jason se voit confier ce rôle à sa place. La raison n'est pas tout à fait claire : Jason a peut-être offert un tribut plus important au roi Antiochos IV Épiphane, Onias III a peut-être été considéré comme trop favorable à la dynastie ptolémaïque, qui avait récemment régné sur la Judée et qui cherchait à la reconquérir, ce qui allait devenir la sixième guerre de Syrie en -170. Onias III s'est enfui vers la capitale séleucide d'Antioche, espérant peut-être demander au roi Antiochos IV de le rétablir, où il a été tué par ses ennemis alors qu'il tentait de demander l'asile au sanctuaire d'Apollon et d'Artémis.
Vers 167-166 avant notre ère, la révolte des Maccabées commence, l'une de ses principales causes étant le mécontentement à l'égard de la politique du grand prêtre Ménélas. Onias IV espérait sans doute de loin une victoire des forces rebelles de Judas Maccabée. Dans le scénario préféré d'Onias IV, les Maccabées gagneraient, puis inviteraient Onias IV à prendre la charge de ses pères. Ou bien, le gouvernement séleucide céderait et le nommerait pour tenter de regagner sa légitimité auprès de la population. Ni l'un ni l'autre ne se produisit, et les Séleucides nommèrent Alcimos vers -162. Onias IV quitte la Judée pour l'Égypte ptolémaïque à une date inconnue, très probablement au moment de la nomination d'Alcimos comme grand-prêtre[2]. Josèphe présente deux traditions contradictoires : dans La Guerre des Juifs, c'est Onias III qui fuit en Égypte (en emmenant peut-être son fils avec lui ?). Dans Les Antiquités juives, c'est Onias IV qui part en Égypte sous le règne d'Antiochos V, à peu près au moment de l'ascension d'Alcimus. La plupart des historiens privilégient la version des Antiquités, mais il est difficile d'en être sûr.
En 152 avant notre ère, le Hasmonéen Jonathan Apphus conclut un accord avec le prétendant à la couronne séleucide Alexandre Balas, par lequel Jonathan est nommé grand-prêtre. Comme Balas a gagné la guerre civile séleucide en cours, cette nomination est restée. Onias IV n'a pas été invité à revenir en Judée pour reprendre la position de sa lignée familiale, et les attentes personnelles d'Onias à l'égard des Hasmonéens se sont vraisemblablement assombries. La date exacte n'est pas connue, mais avec la permission de Ptolémée VI, Onias IV fait construire un temple à Léontopolis. Le livre Antiquités juives de Josèphe, la principale source ancienne qui subsiste, décrit cette construction immédiatement après avoir décrit la mort de Démétrios Ier en -150, mais ne date pas directement l'événement. Il pourrait avoir eu lieu vers -145. Bien que relativement petit, le nouveau temple est modelé sur celui du Second Temple de Jérusalem, et est appelé par le nom de son fondateur comme le Temple d'Onias. Onias s'attendait peut-être à ce qu'après les bouleversements survenus à Jérusalem par les Syriens et les Maccabées, le temple égyptien soit considéré comme le nouveau temple légitime. Comme les Hasmonéens ont largement réussi à maintenir leur autonomie, cela ne s'est pas produit ; le temple de Jérusalem a été protégé et le grand sacerdoce a commencé à se transmettre dans la lignée hasmonéenne. Josèphe et la Mishnah Menahot considèrent tous deux l'acte d'Onias comme une trahison méprisable, et considèrent son temple comme illégitime. La Mishna Menahot chapitre 13, mishna 10 dit directement « Les prêtres qui ont servi dans la maison d'Onias ne pourront pas servir dans le Temple de Jérusalem ». Même pour les Juifs égyptiens, ce dernier ne possédait pas la même importance que le Temple de Jérusalem. Cela dit, certains érudits comme Victor Tcherikover ont soutenu que le Temple n'était qu'un centre de culte local, et que l'opposition du Temple de Jérusalem était une réaction excessive,.
Onias IV, qui jouissait des faveurs de la cour égyptienne, réussit à élever le judaïsme égyptien à une position de dignité et d'importance. Un grand nombre de Judéens valides ont accompagné Onias en Égypte, et ces étrangers, que l'on appelle Κάτοικοι (« habitants »), reçoivent, à condition d'accomplir un service militaire et de préserver la paix intérieure du pays, des parcelles de terre sur lesquelles ils vivent avec leurs familles. Le district habité par eux s'étend entre Memphis et Péluse, et fut longtemps appelé « terre d'Onias ». Les fils aînés des colons héritaient des privilèges et des devoirs de leurs pères. Chelkias (Hilkiah) et Ananias ben Onias (Hananiah), les fils d'Onias IV, ont tous deux effectué leur service militaire et agi en tant que généraux sous le règne de Cléopâtre III. Dans la lutte pour le pouvoir entre Cléopâtre III et Ptolémée Physcon, les fils d'Onias ont été fidèles à la reine Cléopâtre, ce qui suggère que les candidats à la fonction de grand-prêtre occupaient une position militaire importante. Au fil du temps, la famille d'Onias perdit de son prestige, et les Alabarques postérieurs appartenaient à une autre famille, qui n'avait pas droit au rang de grand-prêtre. Le temple d'Onias fut fermé en 73 de notre ère sur ordre de Vespasien à la suite de la première guerre judéo-romaine.